# Jelisaweta Sergejewna Schaschina

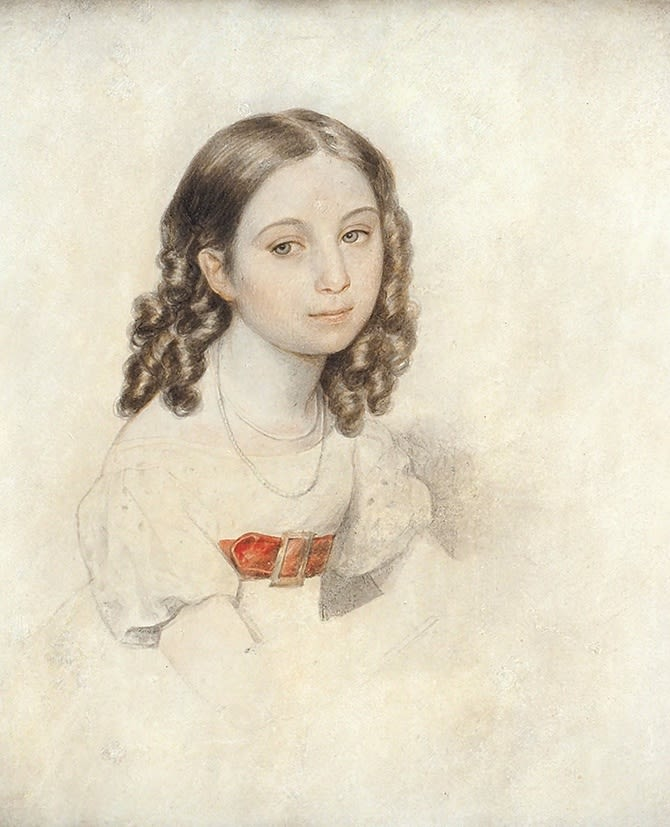
Jelisaweta Sergejewna Schaschina (K. P. Brjullow, 1819)

Jelisaweta Sergejewna Schaschina (russisch Елизавета Сергеевна Шашина; * 1805 in St. Petersburg; † 12. Oktoberjul. / 25. Oktober 1903greg. im Dorf Glubokoje, Ujesd Wyschni Wolotschok, Gouvernement Twer) war eine russische Pianistin und Komponistin.

## Leben
Schaschinas Vater Sergei Nikolajewitsch Schaschin (1773–1855), ein leibeigener Hofdiener des St. Petersburger Grafen Alexander Stroganow, erhielt in den 1800er Jahren seine Freiheit und wurde ein gefragter Tapeziermeister mit einträglichen Aufträgen für kaiserliche Paläste und St. Petersburger Villen. Als Kollegienregistrator (14. Rangklasse) ging er in Pension.
Schaschina besuchte mit ihrer Schwester Aglaja (1806–1893) das St. Petersburger Elisabeth-Institut für Mädchen. Schon früh wurden ihre schönen Stimmen bemerkt. Durch eine schwere Krankheit wurde jedoch Schaschinas Stimme beeinträchtigt. Nach dem Abschluss am Elisabeth-Institut erhielten die Schwestern eine Musik-Ausbildung mit bezahlten Unterrichtsstunden bei verschiedenen Lehrern. Schaschina studierte Musiktheorie und wurde eine ausgezeichnete Pianistin. Sie gab Konzerte, bei denen sie ihre Schwester, eine Kontra-Altistin über drei Oktaven, begleitete. Oft traten sie in Hauskonzerten auf, wobei sie sich ernst und verschlossen verhielten und nach ihrem Auftritt ohne Kontakt mit den Zuhörern verschwanden, wie die Salonnière Jelena Stackenschneider, Tochter des Architekten Andrei Stackenschneider, bemerkte.
In den späten 1840er Jahren begann Schaschina zu komponieren und Romanzen zu schreiben. Sie gilt als Autorin populärer Romanzen auf Gedichte Michail Lermontows. Ihre ersten Romanzen wurden in den frühen 1850er Jahren herausgegeben. Ab 1856 wurden ihre Werke in einzelnen Heften und in Zeitschriften gedruckt.
Nach dem Tode des Vaters und Aufteilung des väterlichen Vermögens 1855 konnten die Schaschina-Schwestern die erträumte Europareise verwirklichen. Nach zwei Jahren in Italien und Paris kehrten sie 1858 nach St. Petersburg zurück. Bald ließen sie sich aufgrund ihrer begrenzten Mittel auf dem kleinen Landgut Glubokoje ihres jüngeren Bruders Michail nieder. Schaschina komponierte weiter neue Romanzen und schickte sie an Musikverlage in St. Petersburg und Moskau. Manchmal gab sie in den Wintern auch Musikunterricht in St. Petersburg oder Moskau. Die Schwestern besuchten den Kaukasus und den Kurort Schelesnowodsk.